# Lídia Dömölky-Sákovics
Lídia Dömölky-Sákovics (* 9. März 1936 in Budapest) ist eine ehemalige ungarische Florettfechterin.

## Erfolge
Lídia Dömölky-Sákovics gewann bei Weltmeisterschaften neun Medaillen. Im Einzel wurde sie 1955 in Rom Weltmeisterin und belegte 1963 in Danzig den zweiten Rang. Mit der Mannschaft gewann sie dreimal den Titel: 1955 in Rom, 1959 in Budapest und 1967 in Montreal. Darüber hinaus wurde sie im Mannschaftswettbewerb dreimal Zweite und einmal Dritte. Sie nahm an vier Olympischen Spielen teil. 1956 in Melbourne und 1960 in Rom schied sie jeweils in der Vorrunde der Einzelkonkurrenz aus. Im Mannschaftswettbewerb zog sie 1960 dagegen ins Finale gegen die Sowjetunion, das mit 3:9 verloren wurde. Bei den Olympischen Spielen 1964 in Tokio traf sie mit der ungarischen Equipe erneut im Finale auf die Sowjetunion und blieb dieses Mal mit 9:7 siegreich. Gemeinsam mit Katalin Juhász, Paula Marosi, Judit Ágoston-Mendelényi und Ildikó Ujlakiné-Rejtő wurde sie damit Olympiasiegerin. Im Einzel wurde sie Neunte. Die Olympischen Spiele 1968 in Mexiko-Stadt schloss sie im Einzel auf Rang 13 ab. Mit der Mannschaft sicherte sie sich eine weitere Medaille, nachdem im Halbfinale Rumänien bezwungen wurde. Im dritten Finale gegen die Sowjetunion in Folge hatten diesmal wieder die Ungarinnen das Nachsehen und erhielten die Silbermedaille.
Sie war mit dem olympischen Fechter József Sákovics verheiratet.